# Adżamka
Adżamka (ukr. Аджамка) – wieś na Ukrainie, w obwodzie kirowohradzkim, w rejonie kropywnyckim, siedziba hromady. W 2012 liczyła 3859 mieszkańców.